# 安妮·弗洛里耶
安妮·弗洛里耶（法語：Anne Floriet，1963年6月1日—），法国女子冬季两项、越野滑雪运动员。她曾代表法国参加1998年、2002年和2006年冬季残疾人奥林匹克运动会，获得一枚金牌、二枚银牌和二枚铜牌。